# Île Morris
Île Morris är en ö i Kanada.   Den ligger i floden Rivière des Mille Îles i provinsen Québec, i den sydöstra delen av landet, 150 km öster om huvudstaden Ottawa.
Runt Île Morris är det i huvudsak tätbebyggt. Runt Île Morris är det mycket tätbefolkat, med 1 463 invånare per kvadratkilometer.